# Грушів (струмок)
Грушів — струмок  в Україні, у Коломийському районі Івано-Франківської області, правий доплив Пруту   (басейн Дунаю).

## Опис
Бере  початок на північному сході від Спаса у лісовому масиві. Тече переважно на північний схід луками через села Грушів та Тростянку. Між селами Матвіївці та Залуччя впадає у річку Прут, ліву притоку Дунаю.. Приймає малі лісові потічки, найбільший з яких - Глибока або Чорний. Довжина струмка - 5 кілометрів. 

## Притоки
- Глибока (Чорний)[2] - ліва притока. Бере  початок у лісовому масиві (бук та граб) на півночі від Спасу. Тече переважно на південний схід і на південному заході від села Грушів впадає у струмок Грушів, правий доплив Пруту.[1]